# Petit Joseph (roman)
Pour l’article homonyme, voir Petit Joseph (film).
Petit Joseph est le premier roman de Christophe Donner, publié chez Fayard en 1982.
Ce roman autobiographique décrit l'enfance de l'auteur, notamment autour d'un voyage en caravane avec ses grands-parents paternels et ses trois oncles, et de la naissance de sa petite sœur. Ce roman a été adapté au cinéma par Jean-Michel Barjol en 1982, avec Jean-Marc Thibault et Christophe Donner lui-même.

## L'histoire
Au début des années 1960, Joseph a 7 ans. Il vit au 10e étage d'une HLM à Bagneux avec son père, ingénieur informatique et animateur d'une cellule communiste, et sa mère, pédopsychiatre. Sa mère attendant un deuxième enfant pour bientôt, il part en vacances avec ses grands-parents paternels et ses trois oncles, des triplés, dans la caravane (Ma Coquille) accrochée à la Frégate. Le périple les mènera tout d'abord vers les châteaux de la Loire, avec un arrêt dans l'hôpital psychiatrique dans lequel se trouve l'oncle Daniel, puis vers la Bretagne où se trouvent les origines de la famille (avec un épisode pittoresque chez Nénène), puis la traversée vers l'Angleterre. Enfin, le retour vers la maison et la découverte de sa sœur qui vient de naître. Ce sera le début de la déliquescence du couple de ses parents et la fin de l'enfance de l'auteur.

## La forme du roman
Ce roman autobiographique décrit l'enfance de l'auteur au moment de la naissance de sa petite sœur. Il se présente sous la forme d'un don de sa propre histoire que l'auteur fait à un orphelin. Sa mère, pédopsychiatre, lui avait expliqué que c'était comme cela qu'il fallait procéder avec les orphelins : 
- Il est entré dans mon bureau, il a marché vers moi en tapant des pieds, il s'est planté là en me regardant et il m'a dit : "c'est toi la dame qui me raconte mon histoire?" Je lui ai dit : "oui, si tu veux." " Alors dépêche-toi." J'avais intérêt à ne pas hésiter, mais en fait, il n'était pas si pressé ; son histoire lui plaisait, il s'est mis à l'inventer avec moi.
- Mais quoi?
-Tout. Le nom de sa mère et de son père, s'ils étaient grands, beaux, forts, le métier qu'ils faisaient. Et comment ils sont morts. C'est surtout ça qu'il voulait savoir.
- Mais c'était un mensonge?
- Oui, lui aussi a dit ça, et il est sorti en me traitant de menteuse, mais c'est quand même cette histoire-là qu'il raconte à tout le monde. Aujourd'hui, il est venu et il me l'a racontée. Avec plein d'autres détails.
Le narrateur est à la fois Joseph à sept ans qui raconte les faits tels qu'il les vit alors, et avec dans le style l'absence de négation et certains mots écrits tels qu'il les comprend (par exemple, "fissuniquage" et "quatreurédemi"), et adulte lorsqu'il donne son histoire à l'orphelin, avec des digressions sur l'éventualité de porter cette histoire à l'écran, puisque l'orphelin est suivi par une équipe de cinéma.

## Les personnages
- Joseph : À 7 ans, Joseph étudie le monde qui l'entoure. Beaucoup de choses du monde des adultes lui semblent encore étranges. Il tombe amoureux de son institutrice, madame Picquet, mais le départ de celle-ci pour un stage de longue durée, laissera Joseph désemparé et sera le début de la dégradation de ses résultats, concomitante avec la désagrégation du couple de ses parents. À la fin du roman, Joseph sera frappé en plein cœur par la beauté et le mystère du fils de madame Picquet.
- Julia, la mère de Joseph. Issue d'un milieu empreint de culture, elle vit difficilement les relations avec sa belle-famille, populaire et communiste. Pédopsychiatre, elle finira par quitter le foyer.
- Jean-Claude, le père de Joseph. L'auteur annonce déjà l'évolution des rapports qu'il va entretenir par la suite avec son père : "Mon père était comme un gros arbre de l'Amazonie et moi un ouistiti sautillant d'une branche à l'autre. Il ne m'embrassait pas, c'était bien plus énorme ; ses bras me serraient, me caressaient, me soulevaient, me palpaient tout à la fois. Ses mains adoraient ma tête, mon cou, mes cheveux, elles jouaient avec, les frottaient, les appuyaient contre son cou. Mon émotion comptait pour que dale, c'était seulement la sienne, qui submergeait tout. Personne pouvait lutter, côté émotion, contre cette montagne. Quatre-vingt-dix kilos d'émotion, quatre-vingt-dix kilos de tripes ; entendez par là que c'était chaud, sanguinolent et fumant, secoué de spasmes et de tremblements, c'était comme les entrailles qu'on vient d'arracher à l'animal, sans le côté dégoûtant, sans la mauvaise odeur qui fait pâlir les dames, avec pourtant toute la violence qu'il faut pour l'éventrer. Mon père avait de la violence pour tout. Pour son amour filial, il avait une violence démente. J'explique d'ailleurs que c'est la raison de tout : ses tripes prendront violemment la place de tout son corps, elles lui mangeront le cœur et la tête, surtout la tête, et avec, sa santé mentale qui s'en ressentira."[3]
- Mamie, la grand-mère paternelle de Joseph. Institutrice, elle ne vit que par la transmission du savoir. Tout doit être matière à apprendre. Elle voue un culte à son fils ainé, le père de Joseph.
- Pépé, le grand-père paternel de Joseph. Professeur de mathématiques, communiste convaincu mais parfois choqué par le jusqu'au-boutisme révolutionnaire de son fils ainé, le père de Joseph.
- Daniel, le frère cadet du père de Joseph, qui voue une haine terrible à ce dernier. Fragile psychologiquement, il vit dans un institut de repos.
- Yves, Joël et Alain, les triplés, frères du père de Joseph.
- Nénène, son arrière grand-mère paternelle.
- Amin, sa grand-mère maternelle.
- Elisa, sa petite sœur.
- Madame Picquet, sa maîtresse.
- Patrick, son camarade d'école.

## Les thèmes qui seront repris dans l’œuvre de l'auteur
- La place du père, et la rupture avec l'auteur : notamment dans L'Empire de la morale et Vivre encore un peu, mais surtout dans Les maisons.
- La place de la mère, et l'importance de la psychothérapie : notamment dans L’Empire de la Morale.
- Les hallucinations nocturnes de l'auteur : notamment dans L’Empire de la Morale.
- La figure absente de son grand-père maternel, Jean Gosset : notamment dans L'Esprit de vengeance.
- La présence rassurante de ses grands-parents paternels : notamment dans Comment jouent les hommes.
- Ses oncles, et notamment Joël Quiniou : notamment dans Mon oncle.
- La détestation de l'école et des enseignants : notamment dans L'Esprit de vengeance.